# Облачная касса
Облачная касса — это разновидность онлайн-кассы, созданная для фискализации продаж в соответствии с законом 54-ФЗ в сфере e-commerce. Кассовые аппараты располагаются в центре обработки данных (ЦОД), если предприниматель арендует их, или в офисе, если устройство приобретается в собственность. Доступ к ККТ осуществляется с помощью облачного сервиса.
Облачные кассы не печатают бумажные чеки, они отправляют фискальный документ клиенту в электронном виде.

## Как работает облачная касса
Облачная касса — это комплексная услуга, включающая предоставление в аренду ККТ, установку фискального накопителя (ФН), настройку аппарата, подключение к ОФД, помощь в регистрации кассы в ФНС, техническое обслуживание.
После того как предприниматель заключает договор на аренду онлайн-кассы, оператор бронирует ККТ и размещает в ЦОД. Оператор предоставляет сведения о кассе и ФН, необходимые для регистрации кассы в ФНС. Регистрацию ККТ можно произвести в личном кабинете сервиса, для этого понадобится усиленная электронная подпись.
Затем облачная касса интегрируется с сайтом, интернет-магазином или приложением, а также платежными системами пользователя. При поступлении денег от покупателя информация поступает на онлайн-кассу, устройство формирует чек и отправляет его покупателю. Также сведения передаются оператору фискальных данных и от ОФД уходят в ФНС.
Облачная касса работает круглосуточно и пробивает чеки в автоматическом режиме. Это особенно важно в сфере e-commerce. Согласно требованиям 54-ФЗ, чек необходимо оформить в момент оплаты, а на онлайн-площадках клиенты совершают покупки в любое время суток.

## Для кого подойдет облачная касса?
Облачный сервис подходит для любого налогового режима: ОСН, УСН, ЕНВД, ЕСХН. Предприниматели, которые в соответствии с законом 54-ФЗ обязаны применять ККТ при расчетах с покупателями, могут использовать облачные кассы, если:
В момент расчета продавец не контактирует с покупателем, а оплата производится с помощью автоматического средства платежа. К этой категории относятся продажи через интернет-магазины, мобильные приложения, маркетплейсы, торговые автоматы, сфера ЖКХ, телекоммуникационные компании, такси, операторы сотовой связи и др.
Оплата принимается курьером во время выдачи заказа, работником при оказании услуг или выполнении работ на выезде, водителем или кондуктором на борту транспортного средства.
Нельзя использовать облачную кассу, если клиент совершает покупку в торговом зале или офисе продавца. В этом случае необходимо применять стационарную онлайн-кассу.
Облачный сервис аренды ККТ позволяет найти оптимальное решение как для крупного бизнеса, так и для мелкого. Количество подключаемых касс определяется в зависимости от количества операций за определённый период. Необходимо спрогнозировать потенциальный объём продаж, учитывая пиковые нагрузки.
Некоторые операторы сервиса предоставляют клиенту возможность приобрести облачную кассу и установить её в собственном офисе. На первый взгляд кажется, что это более выгодное решение, чем постоянно оплачивать аренду. Однако в этом случае расходы на поддержание программного обеспечения и техническое сопровождение ложатся на плечи предпринимателя.
Арендуя облачные кассы, бизнес получает готовый комплексный сервис, настроенный под конкретные нужды клиента. Техника располагается в надежно охраняемом помещении, где кассы защищены от пожара, взлома, перепадов электричества, а подключение сразу к нескольким провайдерам интернет обеспечивает беспрерывный доступ к сети. В ЦОД поддерживается оптимальный для техники температурный режим и влажность.
Обеспечение работоспособности, техническое обслуживание касс, обновление программного обеспечения и прошивки, замена ФН обеспечивается силами арендодателя.

## Преимущества облачных касс
Одна облачная касса может заменить несколько стационарных или мобильных касс. При небольшом объёме продаж можно подключить к одной ККТ весь интернет-магазин. При увеличении оборотов количество облачных касс увеличивается в соответствии с потребностями.
Операторы услуги облачных касс помогают настроить интеграции с сайтами, сервисами эквайринга, платежными и товароучетными системами. Как правило, у арендодателя есть готовые решения для интеграций с разными платформами.
Все этапы подключения облачной кассы (заключение договора, покупка кассового аппарата и ФН, регистрация, подключение к ОФД) можно пройти онлайн и в короткие сроки.
Облачная касса обеспечивает стабильную бесперебойную работу.
Оператор предупреждает о скорой необходимости заменить ФН или увеличить количество подключенных касс. Как правило замена ФН производится без остановки работы кассы.
Техническое обслуживание включено в арендную плату.

## Поставщики услуг
При выборе поставщика следует обратить внимание на следующие факторы:
1. Условия оказания услуги. Что включено в пакет: помощь в регистрации в ФНС[1], подключение к ОФД[2], установка ФН и т. д. Набор услуг у операторов различается.
2. Тарифы. Здесь важна не только стоимость аренды, следует учесть, какие сервисы входят в арендную плату, а за что придется доплачивать.
3. Интеграции — какие готовые решения предлагает компания.
4. Работа техподдержки. Режим работы (в идеале это 24/7), скорость реакции на обращения.
5. Какие кассы предлагает поставщик и их технические характеристики. Дополнительным фактором надежности можно считать наличие облачной кассы собственного производства.